# Església de la Santa Creu (Nin)
L'església  de la Santa Creu (croat Crkva svetog Križa) a Nin es una església catòlica preromànica que es va construir al voltant de l'any 800 i probablement va ser inicialment l'església episcopal de l'antiga diòcesi de Nin.

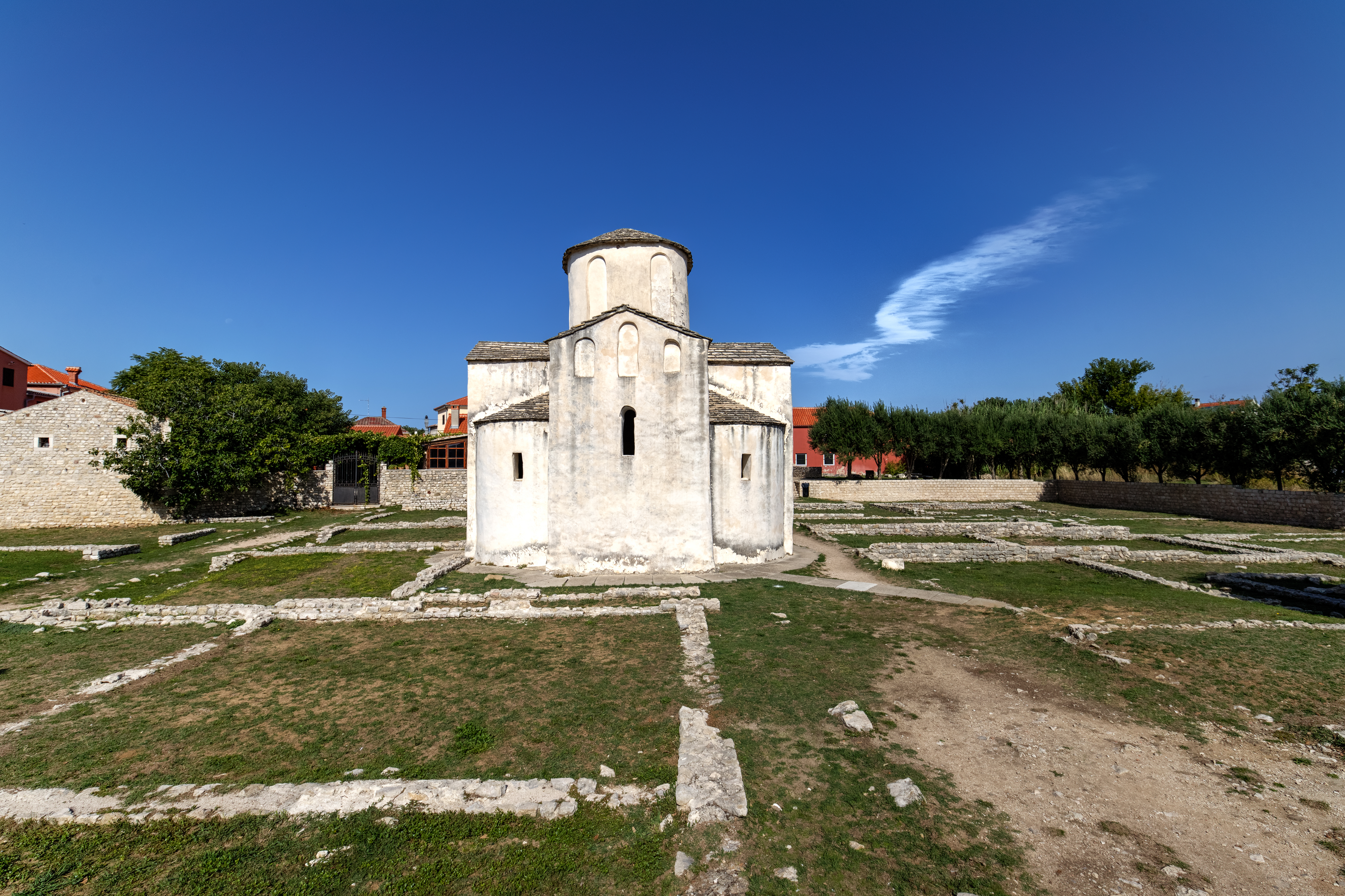
Església de la Santa Creu, Nin

Se l'anomena també la "catedral més petita del món" encara que fa molt de temps ja no sigui seu d'un bisbe i fa 7,80 m de llarg, 7,60 m d'ample i 8,20 m d'alçada.